# きっと愛がある
「きっと愛がある」（きっとあいがある）は、1994年5月20日にリリースされた、西田ひかるの通算17枚目のシングル。発売元はポニーキャニオン。

## 解説

### きっと愛がある
西田本人が出演した三菱エアコン『霧ヶ峰』のCMソングに使用された。
作詞にシンガーソングライターの中島みゆきを起用。これは、プロデュースを担当した斉藤ノブから中島に作詞の提供を依頼したことから実現した。
タイトルの「きっと愛がある」は、『霧ヶ峰』のキャッチコピーである『アイがある』とかけている。歌詞中の「あるある・る・る」という部分は、元々は「ある・ある・ある」となっていたが、語呂が悪いということで書き換えられた。

## 収録曲
| 全編曲: 小林信吾 & 斉藤ノブ。 |                                          |            |           |       |
| #                             | タイトル                                 | 作詞       | 作曲      | 時間  |
| 1.                            | 「きっと愛がある」                       | 中島みゆき | 朝倉紀幸  | 4:27  |
| 2.                            | 「純愛物語」                             | 湯川れい子 | 佐藤準    | 3:30  |
| 3.                            | 「きっと愛がある」(オリジナル・カラオケ) |            |           | 4:27  |
| 4.                            | 「純愛物語」(オリジナル・カラオケ)       |            |           | 3:28  |
| 合計時間:                     | 合計時間:                                | 合計時間:  | 合計時間: | 15:52 |

## 収録アルバム
| アルバム                                              | 発売日         | 規格品番       | 備考                                                             |
| きっと愛がある                                        | きっと愛がある | きっと愛がある | きっと愛がある                                                   |
| ----------------------------------------------------- | -------------- | -------------- | ---------------------------------------------------------------- |
| VERY BEST OF HIKARU〜Theme Song, CF Song Collection〜 | 1994年12月7日  | CD:PCCA-00698  | ベスト・アルバム                                                 |
| Sophisticated やんちゃ Lady                           | 1995年11月17日 | CD:PCCA-008368 | ライブ・アルバム                                                 |
| LIVE two-four〜Hikaru Nishida FALL CONCERT 1996〜     | 1997年1月18日  | CD:PCCA-01072  | ライブ・アルバム                                                 |
| 中島みゆき SONG LIBRARY 2                             | 1997年11月19日 | CD:PCCA-01144  | 中島みゆきが提供した楽曲を中心に集めたコンピレーション・アルバム |
| Hippie Happy Groove!! HIKARU NISHIDA LIVE '97         | 1998年3月4日   | CD:PCCA-01188  | ライブ・アルバム                                                 |
| MYこれ!クション 西田ひかるBEST                        | 2002年3月20日  | CD:PCCA-01663  | ベスト・アルバム                                                 |
| 中島みゆき SONG LIBRARY BEST SELECTION                | 2003年9月18日  | CD:PCCA-01941  | 中島みゆきが提供した楽曲を中心に集めたコンピレーション・アルバム |
| 西田ひかる SINGLESコンプリート                        | 2007年8月17日  | CD:PCCA-02502  | ベスト・アルバム                                                 |
| Myこれ!Lite 西田ひかる                                | 2010年4月21日  | CD:PCCA-02502  | ベスト・アルバム                                                 |
| きっと愛がある (Dance Re-mix)                         |                |                |                                                                  |
| Love Always                                           | 1994年8月3日   | CD:PCCA-00623  | 7thアルバム                                                      |